# Elmar Kuiper
Pour les articles homonymes, voir Kuiper.
Elmar Kuiper, né en 1969, est un poète, dramaturge et cinéaste d'expression frisonne et néerlandaise.

## Éléments biographiques
Elmar Kuiper est né le 23 février 1969 à Snits (en néerlandais : Sneek), petite ville de Frise (province), dans le nord-est des Pays-Bas. Il est le fils de l'écrivaine Akky van der Veer-Kuiper (née en 1943) et du photographe Henk Kuiper (1940-2005), et le frère de l'écrivain Remco Kuiper. 
Après avoir travaillé comme infirmier psychiatrique, il étudie les beaux-arts à l'Academie Minerva à Groningue (ville). Il vit aujourd'hui à Huins, un petit village de Frise.

## Œuvre
Elmar Kuiper est l'auteur de trois recueils de poèmes en frison (langue) et un en néerlandais, ainsi que d'un recueil bilingue (frison-néerlandais). Il écrit depuis 1998 et commence à publier en 2001, tout d'abord dans la revue Hjir et dans la revue en ligne Kistwurk. Son premier recueil, Hertbyt, paru en 2004, est sélectionné pour le prix de poésie de la province de Frise, le prix Fedde-Schurer. Suit en 2006 une anthologie bilingue frison-néerlandais, Rop de Rottweiler op!/Roep de Rottweiler op!  La même année, un deuxième recueil en langue frisonne, Ut namme van mysels, voit le jour. 

## Poésie
en frison:
- Hertbyt (2004)
- Ut namme fan mysels / Uit naam van mijzelf (2007)
- Granytglimkes (2011)
- Stienkeal (2018)
- Ferlosboartsje (2024)

Ces trois recueils sont publiés aux éditions Bornmeer à Gorredijk. 
en néerlandais:
- Hechtzwaluwen, Uitgeverij Augustus, Amsterdam 2010

Un deuxième recueil en néerlandais, intitulé Ruimtedier, paraîtra en 2014 aux éditions Atlas/Contact à Amsterdam.
Un choix de poèmes en édition bilingue (frison-néerlandais)
- Roep de rottweiler op! / Rop de rottweiler op! BnM Uitgevers, Nimègue 2005

## Théâtre
De fûgels fan fantasia (pièce en trois actes) (2010)

## Cinéma
En 1999, Elmar Kuiper fonde avec Wouter Jansen une association nommée De Swiete Hoannen, à laquelle adhère quelques mois plus tard le compositeur et cinéaste Marc R. Kooij. Il participe également à la création de la société Wyld Hynder Films, qui produit plusieurs courts-métrages ainsi que deux longs-métrages, Steunpunt Levende Doden, tourné  à Leeuwarden, Groningue et Berlin, et Dream yn blauwe reinjas, dans lequel 23 poètes frisons lisent des poèmes qui seront plus tard publiés sous forme de livre par Tsead Bruinja et Hein Jaap Hilarides, et qui offre un panorama de la jeune poésie frisonne de la dernière décennie du XXe siècle. Enfin, en 2007, un troisième film, Mei pionierslearzens tekenje ik Ljouwert op 'e nij, est consacré à l'œuvre du poète Arjan Hut.

## Prix et distinctions
Elmar Kuiper a été distingué à quatre reprises (en 2003, 2005, 2006 et 2008) par le prix Rely-Jorritsma, qui récompense un poème ou une nouvelle en langue frisonne. 
Il a également été sélectionné pour le prix Fedde-Schurer en 2005 et pour le prix Cees-Buddingh en 2010. 
Son recueil Ut namme fan mysels a été sélectionné dans le cadre de l'opération de promotion de la littérature frisonne 10 livres de Frise qui a eu lieu lors de la Foire du livre de Francfort en 2013. Une brochure en langue anglaise, intitulée Modèle:Langue=en, a été publiée à cette occasion.
Le cinéaste Pim Zwier a réalisé un documentaire consacré au processus de création d'un poème et a filmé Kuiper pendant l'écriture.

## Elmar Kuiper en traduction

### en néerlandais
Roep de Rottweiler op !, (titre original Rop de Rottweiler op!) traduit du frison  par Jabik Veenbas, BnM Uitgevers, Nimègue 2005

### en anglais
Trois poèmes d'Elmar Kuiper traduits du frison par Susan Massotty ont été publiés dans la revue littéraire Poetry Wales (2007). On peut les lire sur le site de Poetry International http://www.poetryinternationalweb.net/pi/site/item/id/6915

## Sources et liens externes
- Ressources relatives aux beaux-arts :   - RKDartists
  - Union List of Artist Names
- Ressource relative à la littérature :   - Poetry International Web
- « TRESOAR - Fries Historisch en Letterkundig Centrum », sur tresoar.nl via Wikiwix (consulté le 13 janvier 2024)
- (en) « Elmar Kuiper. Do wiest der ek/ Jij was er ook », sur Versindaba, 18 décembre 2013 (consulté le 16 août 2020)